# Santa Lucía en los Juegos Olímpicos de la Juventud 2014
Santa Lucia en los Juegos de Nankín 2014 será la 2 participación en los Juegos Olímpicos de la Juventud.

## Participaciones
| Disciplina     | Deportistas |
| Vela           | 2           |
| Voleibol playa | 2           |
| Total          | 4           |

## Vela
Santa Lucía clasifico un equipo con tarjeta de invitación en Vela